# Elecciones legislativas de Quebec de 1960
Las elecciones legislativas de Quebec de 1960 tuvieron lugar el 22 de junio de 1960 con el objeto de renovar la Asamblea Legislativa de Quebec. Están consideradas como unas de las más importantes de la historia de esta provincia canadiense. Supusieron la vuelta al gobierno provincial del Partido Liberal de Quebec tras cuatro legislaturas dominadas por la conservadora Unión Nacional. Este retorno al poder de los liberales se considera el inicio del período de profundas transformaciones sociales conocido como la «Revolución tranquila».

## La «Gran oscuridad»
Tras una larga etapa de gobierno del Partido Liberal de Quebec, la conservadora Unión Nacional (UN) ganó las elecciones en 1936. Aunque los liberales volvieron al poder en 1939, los conservadores ganaron de nuevo en 1944 y renovaron su supremacía en 1948, 1952 y 1956, estableciendo un largo período de dieciséis años de gobiernos conservadores. La fuerte personalidad del primer ministro Maurice Duplessis dominó la política provincial apoyándose en una mayoría parlamentaria estable. Este período es conocido por sus adversarios políticos como la «Grande Noirceur» («Gran oscuridad» o «Gran noche», según traducciones). Duplessis estableció un gobierno de ideología muy tradicional, caracterizado por la fuerte influencia de la Iglesia católica, la promoción de la vida rural y el respeto a la autoridad. Aunque jugaba la baza identitaria poniendo énfasis en las características tradicionales de Quebec —la lengua francesa, la confesión católica y la sociedad campesina— no tuvo inconveniente en aliarse con sectores económicos foráneos a los que ofrecía la explotación de los recursos naturales de la provincia y una barata mano de obra a cambio de la financiación de su proyecto político. Ello implicó también enfrentarse enérgicamente al movimiento sindical.
Jean Lesage fue elegido líder del Partido Liberal de Quebec (PLQ) en 1958 y el cansancio por el clima tradicionalista y católico jugaba a su favor. El inesperado fallecimiento de Duplessis el 7 de septiembre de 1959 marcó el fin de una era. La UN intentó reaccionar con el nombramiento del ministro de Juventud Paul Sauvé como su sucesor al frente del partido y del gobierno, pero Sauvé también falleció inesperadamente el 2 de enero de 1960, dejando a la UN totalmente desorientada. En esas circunstancias tuvieron lugar las elecciones.

## Las elecciones
Tras el fallecimiento sucesivo de sus dos últimos líderes, una desnortada Unión Nacional nombró primer ministro al ministro de Trabajo Antonio Barrette, quien encabezó al partido en las inmediatas elecciones. Por el PLQ —sección quebequesa del Partido Liberal de Canadá, también en la oposición a nivel federal— el candidato era Jean Lesage. Las elecciones de celebraron el 22 de junio de 1960 y supusieron una clara victoria de los liberales, que obtuvieron la mayoría absoluta de votos y una más amplia mayoría parlamentaria. La UN resultó derrotada, aunque mantuvo un importante porcentaje de voto; sobre todo teniendo en cuenta que había gobernado durante cuatro legislaturas consecutivas y había tenido tres líderes distintos en cuatro meses. De hecho, obtuvo más de veinte mil votos más que en las anteriores elecciones aunque perdió más de cinco puntos porcentuales. El bipartidismo existente se vio reforzado.

### Resultados
|  | 51.4 % |

|  | 46.6 % |

|  | 0.5 % |

|  | 0.4 % |

|  | 0 % |

|  | 0 % |

|  | 0 % |

|  | 0 % |

|  | 0 % |

|  | 0 % |

|  | 1.1 % |

Fuente: Asamblea Nacional de Quebec

## Consecuencias

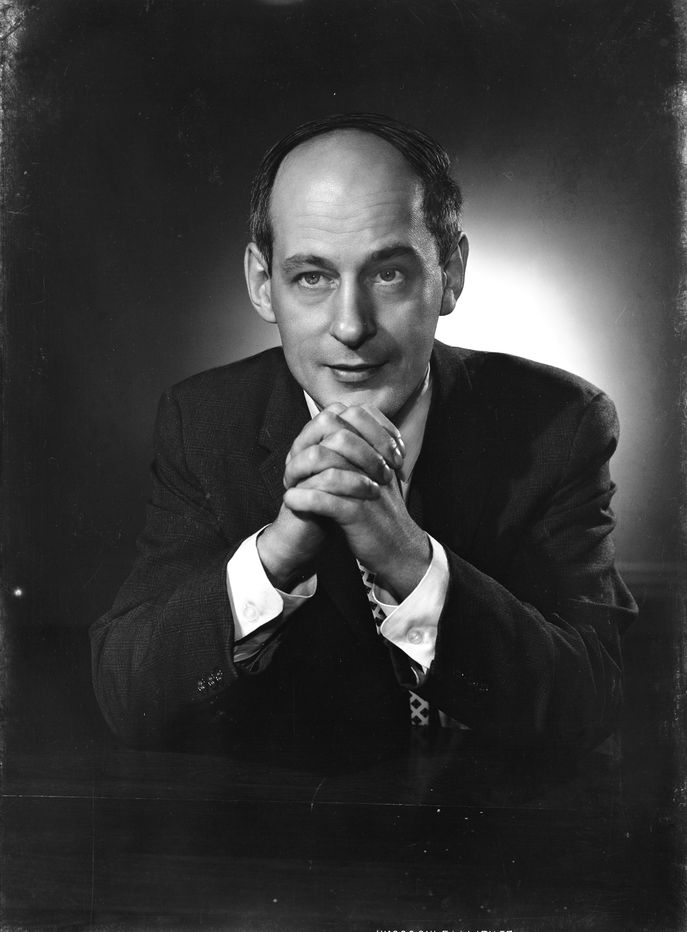
René Lévesque fue uno de los ministros más destacados.

Como resultado, la Asamblea eligió como nuevo primer ministro de la provincia a Lesage, quien tomó posesión el 5 de julio. Este formó un gobierno liberal en el que cabe destacar la presencia de un joven René Lévesque como ministro de Recursos Naturales (más tarde, de Recursos Hidráulicos). En cuanto a Barrette, el 15 de septiembre dimitió como líder de la UN y como parlamentario.

### Replanteamiento de la federación
Casi de inmediato, el nuevo gobierno representó a Quebec en la Conferencia Federal-Provincial de julio de 1960. Allí expuso sus propuestas para la «repatriación» de la Constitución de Canadá, que en aquel momento todavía era el Acta de la Norteamérica británica de época colonial. A pesar de que el PLQ seguía vinculado al Partido Liberal de Canadá, sus planteamientos eran nítidamente nacionalistas y significaban un replanteamiento del federalismo canadiense. Sus principales demandas eran:
- Una nueva distribución de competencias entre el gobierno federal y las provincias, especialmente en materia de comunicaciones y relaciones exteriores.
- Modificar las relaciones entre el gobierno federal y las provincias mediante la creación de un secretariado permanente federo-provincial, y las relaciones interprovinciales instituyendo una conferencia interprovincial permanente.
- Creación de un tribunal constitucional de tipo federativo.
- Otorgar un derecho de veto a Quebec en lo relativo a las modificaciones institucionales.
- La desaparición de las subvenciones condicionadas y los programas conjuntos del gobierno federal, así como de su intervención en materias de política social.[3]

Los francófonos suponían un 80% de la población de Quebec y los francófonos quebequeses eran, a su vez, un 80% de todos los francófonos de Canadá. Al ser los francófonos minoritarios en las restantes provincias, la nueva mayoría consideraba que Quebec era la patria de los francohablantes de Norteamérica. En su opinión, Canadá era el resultado de un acuerdo entre dos pueblos fundadores —francófono y anglófono— y el primero había sido progresivamente desplazado y discriminado. Este planteamiento no fue bien recibido ni por el gobierno federal ni por otras provincias y este desencuentro tendría consecuencias en el futuro. Muestra del avance de las ideas nacionalistas es la creación en septiembre de ese mismo año de la Agrupación por la Independencia Nacional (RIN).

### Política interior
El gobierno Lesage comenzó a reforzar las instituciones provinciales. El sistema educativo y los servicios sociales públicos fueron desarrollados en detrimento de los de la Iglesia católica, en quien Duplessis había delegado esas funciones hasta entonces. En el aspecto económico aplicó una política intervencionista; potenció la creación de empresas públicas y, al mismo tiempo, apoyó a los empresarios locales para que compitieran en mejores condiciones. También intentó mejorar las condiciones laborales de los trabajadores. Se dejó de fomentar el ruralismo de Quebec para impulsar la industria y los servicios. Los cambios que comenzaron marcan el inicio de la Revolución tranquila.